# Championnats du monde de boxe amateur 2011
Navigation
Édition précédente Édition suivante
Les 16e championnats du monde de boxe amateur masculins se sont déroulés du 22 septembre au 10 octobre 2011 à Bakou, Azerbaïdjan, sous l'égide de l'AIBA (Association Internationale de Boxe Amateur).
L'épreuve est qualificative pour les Jeux olympiques 2012. Tous les quarts de finaliste de chaque catégorie sont directement qualifiés, ainsi que les deux huitièmes de finaliste ayant été battus par les finalistes de leur catégorie. Dans chaque catégorie, 10 boxeurs sont ainsi qualifiés directement.

## Résultats

### Podiums
| Catégories                  | Or                     | Argent               | Bronze                                    |
| Poids mi-mouches (-49 kg)   | Zou Shiming            | Shin Jong-Hun        | David Ayrapetyan Pürevdorjiin Serdamba    |
| Poids mouches (-52 kg)      | Misha Aloyan           | Andrew Selby         | Rau'shee Warren Jasurbek Latipov          |
| Poids coqs (-56 kg)         | Lazaro Alvarez         | Luke Campbell        | John Joe Nevin Anvar Yunusov              |
| Poids légers (-60 kg)       | Vasyl Lomachenko       | Yasniel Toledo       | Domenico Valentino Gani Zhailauov         |
| Poids super-légers (-64 kg) | Éverton Lopes          | Denys Berinchyk      | Thomas Stalker Vincenzo Mangiacapre       |
| Poids welters (-69 kg)      | Taras Shelestyuk       | Serik Sapiyev        | Vikas Krishan Yadav Egidijus Kavaliauskas |
| Poids moyens (-75 kg)       | Evhen Khytrov          | Ryota Murata         | Esquiva Florentino Bogdan Juratoni        |
| Poids mi-lourds (-81 kg)    | Julio César de la Cruz | Adilbek Niyazymbetov | Egor Mekhontsev Elshod Rasulov            |
| Poids lourds (-91 kg)       | Oleksandr Usyk         | Teymur Mammadov      | Sergey Korneyev Wang Xuanxuan             |
| Poids super-lourds (+91 kg) | Magomedrasul Majidov   | Anthony Joshua       | Erik Pfeiffer Ivan Dychko                 |

### Tableau des médailles
| Place | Pays              | Médaille d'or, monde | Médaille d'argent, monde | Médaille de bronze, monde | Total |
| ----- | ----------------- | -------------------- | ------------------------ | ------------------------- | ----- |
| 1     | Ukraine           | 4                    | 1                        | 0                         | 5     |
| 2     | Cuba              | 2                    | 1                        | 0                         | 3     |
| 3     | Azerbaïdjan       | 1                    | 1                        | 0                         | 2     |
| 4     | Russie            | 1                    | 0                        | 2                         | 3     |
| 5     | Chine             | 1                    | 0                        | 1                         | 2     |
| 5     | Brésil            | 1                    | 0                        | 1                         | 2     |
| 7     | Kazakhstan        | 0                    | 2                        | 2                         | 4     |
| 8     | Angleterre        | 0                    | 2                        | 1                         | 3     |
| 9     | Japon             | 0                    | 1                        | 0                         | 1     |
| 9     | Corée du Sud      | 0                    | 1                        | 0                         | 1     |
| 9     | Pays de Galles    | 0                    | 1                        | 0                         | 1     |
| 12    | Italie            | 0                    | 0                        | 2                         | 2     |
| 12    | Ouzbékistan       | 0                    | 0                        | 2                         | 2     |
| 14    | Mongolie          | 0                    | 0                        | 1                         | 1     |
| 14    | États-Unis        | 0                    | 0                        | 1                         | 1     |
| 14    | Irlande           | 0                    | 0                        | 1                         | 1     |
| 14    | Tadjikistan       | 0                    | 0                        | 1                         | 1     |
| 14    | Inde              | 0                    | 0                        | 1                         | 1     |
| 14    | Lituanie          | 0                    | 0                        | 1                         | 1     |
| 14    | Roumanie          | 0                    | 0                        | 1                         | 1     |
| 14    | Allemagne         | 0                    | 0                        | 1                         | 1     |
| 14    | Biélorussie       | 0                    | 0                        | 1                         | 1     |
| Total | 22 pays médaillés | 10                   | 10                       | 20                        | 40    |